# Martín Terán Nougués
Martin Jose Teran Nougues, né le 25 juillet 1969 à San Miguel de Tucumán (Argentine), est un joueur de rugby argentin, évoluant au poste d'ailier.

## Carrière

### équipe nationale
Martin Teran Nougues a connu 30 sélections internationales en équipe d'Argentine, il fait ses débuts  le 6 juillet 1991 contre l'équipe de Nouvelle-Zélande. Sa dernière apparition comme Puma a lieu le 21 octobre 1995 contre les Français. 

## Palmarès

### Sélections nationales
- 30 sélections en équipe d'Argentine
- 11 essais
- 50 points
- Nombre de sélections par année : 6 en 1991, 4 en 1992, 5 en 1993, 6 en 1994, 9 en 1995.
- Participation à la Coupe du monde de rugby : 1991 (3 matchs disputés, 3 comme titulaire), 1995 (3, 3)